# Corona della regina Adelaide

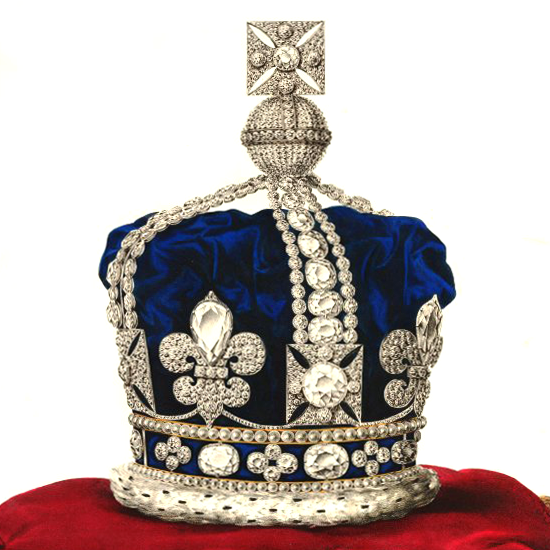
Litografia della corona della regina Adelaide.

La corona della regina Adelaide è una corona realizzata per Adelaide di Sassonia-Meiningen, regina consorte di re Guglielmo IV del Regno Unito. È stata utilizzata per l'incoronazione di Guglielmo e di Adelaide nel 1831. Successivamente, è stata privata di tutte le gemme e non è più stata indossata dalla regina Adelaide, così come non è più stata indossata da nessun'altra regina.

## Origine
Tradizionalmente, le regine consorti venivano incoronate con la seicentesca corona di Maria di Modena. Tuttavia, nel 1831, la corona di Modena venne giudicata troppo vecchia e si procedette quindi alla realizzazione di una nuova corona.

## Descrizione
La nuova corona, detta della regina Adelaide, è composta da un circolo dal quale partono quattro archetti, i quali si uniscono alla sommità dal tradizionale globo con croce. La regina aveva contestato la prassi di smontare diamanti e perle da qualche corona precedente, offrendo così i diamanti dalla propria collezione privata. Dopo l'incoronazione, tutte le gemme e le perle vennero rimosse e sostituite con copie in pasta vitrea.

## Uso
Dalla regina Adelaide, tutte le regine consorti britanniche hanno avuto la propria corona personale. Successivamente, sono state infatti realizzate le corone della regina Alessandra nel 1902, della regina Maria nel 1911 e della regina Elisabetta nel 1937.